# 2023年10月逝世人物列表
2023年逝世人物列表：1月 - 2月 - 3月 - 4月 - 5月 - 6月 - 7月 - 8月 - 9月 - 10月 - 11月 - 12月
2023年10月逝世人物列表，是用于汇总2023年10月期间逝世人物的列表。

## 依日期排序

### 31日
- 山本公一，76歲，日本政治家、企業家，愛媛縣宇和島市自民黨眾議院議員（8次當選）。屬自民黨谷垣集團（有鄰會）。[1]
- 肯·馬丁利（英語：Ken Mattingly），87歲，美國太空人，執行過阿波羅16號、STS-4以及STS-51-C任務。[2]
- 塔拉賈·拉美西斯（英語：Taraja Ramsess），41歲，美國特技演員，曾參與《黑豹》和《復仇者聯盟：終局之戰》。交通意外。[3]

### 30日
- 倫朱莎·梅農（英语：Renjusha Menon），35歲，印度女演員。上吊自殺身亡。[4]
- 朱毅君，41歲，台灣政治人物，苗栗市民代表。腦幹出血。[5]
- 胡聿賢，101歲，中國地震工程學家。心臟病。[6]
- 林皓霆，35歲，香港模特兒，因情緒病輕生。[7]
- 金泰敏，45歲，韓國MBC電視台主播，突發腦溢血。[8]

### 29日
- HEATH，本名森江博（日語：森江 博），55岁，日本音樂人，搖滾組合「X JAPAN」贝斯手。大腸癌。[9]
- 袁權，90歲，中國化學工程專家，中國科學院院士。[10]

### 28日
- 馬修·派瑞（英語：Matthew Perry），54歲，美國男演員，以飾演情境喜劇《六人行》中的錢德·賓而出名。因心臟病發在浴缸遇溺身亡[11]。
- 常彥，92歲，中國導演，曾任長春電影製片廠導演，中國電影家協會理事。[12]
- 亞當·約漢遜（英语：Adam Johnson (ice hockey)），29歲，美國職業冰上曲棍球選手。效力英國諾丁漢俱樂部、諾丁漢黑豹隊。在冰球挑戰盃賽事中與對手發生碰撞導致遭對手冰刀鞋割頸身亡。[13]
- 郭耀隆，52歲，台灣醫生，國立成功大學醫學院附設醫院乳癌權威醫師，腦中風。[14][15]
- 鄭竹波，102歲，中國人民解放軍將領。[16]

### 27日
- 李克强，68歲，中國政治人物，曾任中国共产党中央政治局常委和国务院总理。心肌梗塞。[17][18]
- 吴尊友，60岁，中國醫學專家，中国疾病预防控制中心流行病学首席专家。胰腺癌[19]。
- 肖明亮，75岁，缅甸政治人物，緬甸佤邦联合党中央政治局常委、副总书记，佤邦政府副主席。病故[20]。
- 詹啟聖，58歲，台灣資深體育主播。TVBS新聞台新聞部副總經理詹怡宜之兄。腦出血。[21]
- 邁克·傑克遜（Mike Jackson），66歲，美國知名新聞主播，效力美國國家廣播公司超過40年。喉癌。[22]

### 26日
- 賓果·史密斯（英語：Robert "Bingo" Smith），77歲，美國退役職業籃球運動員。[23]
- 理察·摩爾（英语：Richard Moll），80歲，美國電影、電視男演員[24]。
- 果阿·吉爾（英语：Goa Gil），72歲，美國音樂家、混音師、唱片騎師、電子音樂創作者[25]。
- 莫梓江，85歲，中國電影演員。[26]。
- 馬秉煜，81歲，中國電影導演。[27]

### 25日
- 王淀佐，89歲，中國礦物工程學家，中南大學教授，中國科學院院士，中國工程院院士，美國工程院外籍院士。[28]
- 安德爾·莫爾特雷爾（德語：Anderl Molterer），92歲，奧地利男子高山滑雪運動員。[29]
- 津島雄二（日語：津島 雄二），93歲，日本政治人物，前大藏省官僚、外交官。[30]
- 杜俊元，84歲，台灣企業家，華泰電子與矽統科技創辦人。[31]
- 鮑培德，81歲，中國政治人物，曾任中國民用航空總局副局長，中國宋慶齡基金會副主席，第十屆全國政協委員。[32]
- 趙水濱，91歲，台灣二二八事件受難者。[33]

### 24日
- 一城美由希（日語：一城 みゆ希），74歲，日本聲優、演員，代表作《名偵探柯南》的茱蒂·史坦林。多重器官衰竭。[34]
- 理察·朗崔（英語：Richard Roundtree），81歲，美國演員。[35]
- 鍾楚維，76歲，前香港足球運動員，曾為香港足球代表隊，被喻為1970、80年代首席香港華人中鋒。肺癌。[36]

### 23日
- 韓大匡，90歲，中國油田開發工程專家，中国工程院院士，中國石油勘探開發研究院教授級高級工程師。[37]

### 22日
- 杨乐，83岁，中國数学家，中国科学院院士，中国科学院数学与系统科学研究院首任院长[38]。
- 雷諾·伯耶松（瑞典語：Reino Börjesson），94歲，瑞典男子足球運動員。[39]
- 李登柱，87歲，中國政治人物，曾任中共原中央直属机关纪工委书记[40]

### 21日
- 博比·查尔顿爵士（英語：Sir Bobby Charlton），86岁，英格兰职业足球运动员，曼联名宿，赢得1966年世界杯冠军的英格兰队队员[41]。
- 比爾·海登（英語：Bill Hayden），90歲，澳洲政治人物，第21任澳洲總督。[42]
- 娜塔莉·澤蒙·戴維斯（英語：Natalie Zemon Davis），94歲，加拿大-美国歷史學家，主要研究領域為法國史、歐洲近代史研究[43]。

### 20日
- 海顿·格温（英語：Haydn Gwynne），66歲，英國資深女演員。癌症病逝。[44]
- 中庸助（日语：中庸助），93歲，日本演員、聲優。[45]
- 希巴·阿布·娜達 (阿拉伯語：هبة كمال أبو ندى），32歲，巴勒斯坦詩人、小說家、營養學家，她的小说《氧氣不為死者所用》獲得2017年沙迦阿拉伯創作獎，本日在以色列—哈馬斯戰爭中遭以色列空襲身亡。[46]。

### 19日
- 樱井敦司（日语：櫻井敦司），57歲，日本歌手，BUCK-TICK樂團主唱。腦出血。[47]
- 海因里希·梅斯納（德語：Heinrich Messner），84歲，奧地利男子高山滑雪運動員。[48]
- 孫常印，86歲，中國政治人物，曾任濟南市政協主席，第九屆全國政協委員。[49]
- 拉瑟·貝里侯根（英语：Lasse Berghagen），78歲，瑞典歌手、作曲家[50]。
- 安費莎·雷茲特索娃（英语：Anfisa Reztsova），58歲，前蘇聯俄羅斯越野滑雪及冬季兩項選手，1988、1992年冬季奧運獎牌得主[51]。
- 相川鐵崖，87歲，日本書法家、中國文化研究員。[52]

### 18日
- 羅化平，97歲，台灣空軍中將，第1代雷虎小組飛行員。[53]
- 張文輝，51歲，馬來西亞歌手及音樂創作人。[54]
- 黄仕英，83歲，新加坡粤剧工作者。脑出血逝世。[55]
- 蒙田義德，72歲，日本男歌手、作曲家。[56]

### 17日
- 水城夢子（日語：水城 夢子），27歲，日本女藝人、演員。病逝。[57]
- 卡拉·貝利（英語：Carla Bley），87歲，美國爵士作曲家、鋼琴家、風琴家以及樂團領隊。[58]
- 奧拉齊奧·蘭卡蒂（義大利語：Orazio Rancati），83歲，義大利男子足球運動員，司職中場。[59]
- 瓦西里·扎哈羅夫（俄語：Василий Захаров），89歲，蘇聯經濟學家、政治人物，曾任蘇聯文化部部長。第十屆、第十一屆蘇聯最高蘇維埃代表。[60]

### 16日
- 馬爾蒂·阿赫蒂薩里（芬蘭語：Martti Ahtisaari），86歲，芬蘭政治人物，曾任芬蘭總統、聯合國副秘書長，2008年獲諾貝爾和平獎。阿尔茨海默病。[61]

### 15日
- 蘇珊·薩默斯（英语：Suzanne Somers），76歲，美國女歌手、演員。乳癌及皮膚癌。[62]
- 弗朗奇斯克·巴拉（羅馬尼亞語：Francisc Balla），90歲，羅馬尼亞男子摔跤運動員。[63]

### 14日
- 派珀·劳瑞（英語：Piper Laurie），91歲，美國女演員。[64]
- 达里乌什·梅赫尔朱伊（波斯語：داریوش مهرجویی），83岁，伊朗电影导演、编剧，伊朗电影新浪潮（英语：Iranian New Wave）领军人物，遇刺身亡。[65]
- 趙明遠，42歲，中國男演員，代表作是《鄉村愛情13》中飾演劉能。腦出血。[66]
- 李剛，56歲，中國商人，中国旅游集团副總經理。[67]
- 朴棲甫（韓語：박서보），91歲，韓國藝術家。肺癌。[68]
- 梅祖麟，90歲，中國漢語語言學家，中央研究院院士（1994年）。[69]

### 13日
- 董兴达，52歲，馬來西亞華裔商人，马泰商会前董事，在素旺那普国际机场附近交通意外身亡[70]。
- 路易丝·格吕克（英語：Louise Elisabeth Glück），80歲，美国诗人、散文家，曾获2020年诺贝尔文学奖，及美国主要文学奖项包括：国家人文奖章（英语：National Humanities Medal）、普利策诗歌奖、國家圖書獎、国家书评人协会奖、博林根奖（英语：Bollingen Prize）等[71]。
- 渕上貞雄（日语：渕上貞雄），86歲，日本政治人物，曾任參議院議員、社會民主黨幹事長、社會民主黨副黨魁、社會民主黨選舉對策委員長等[72]。
- 于贝尔·雷弗（法語：Hubert Reeves），91歲，加拿大天体物理学家，科普推廣者[73]。
- 休·拉塞尔（英語：Hugh Russell），63歲，爱尔兰男子拳击运动员，曾参加1980年夏季奥林匹克运动会拳击比赛，获得男子51公斤级铜牌，1981年轉入职业[74]。
- 伊薩姆·阿卜杜拉（阿拉伯語：عصام عبد الله），37岁，黎巴嫩記者，任職英國路透社。在黎巴嫩南部工作期間被以色列軍隊攻擊殉職。[75]
- 謝里卡·德阿瑪斯（西班牙語：Sherika De Armas），26歲，2014年烏拉圭小姐選美冠軍。子宮頸癌。[76]
- 邦妮·愛麗絲·克拉西克（Bonnie Alice Krasik），67歲，美國新聞主播，曾效力全國廣播公司及美國廣播公司。乳癌。[77]

### 12日
- 路易斯·加拉維托（西班牙語：Luis Garavito），66歲，哥倫比亞強姦犯人和連環殺手，於1999年承認強姦和謀殺了147名年青男孩。[78]
- 曾若冰，36歲，馬來西亞女藝人，演員[79]。
- 中條比紗也（日語：中条 比紗也），50歲，日本漫畫家。心臟病。[80]

### 11日
- 魯道夫·艾斯禮（英语：Rudolph Isley），84歲，美國歌手兼詞曲作家，前艾斯禮兄弟合唱團成員。[81]
- 基思·傑斐遜（英語：Keith Jefferson），53歲，美國男演員。癌症。[82]
- 郭宝昌，83歲，中国导演、作家。代表作是電視劇《大宅門》。[83]
- 彭荣次，87岁，台湾实业家。曾任原亚东关系协会会长、台湾机械运输公司董事长等职。感染新冠肺炎病逝。[84]

### 10日
- 特里·狄辛格（英語：Terry Dischinger），82歲，美國前男子職業籃球運動員。[85]
- 嚴朝君，59歲，中國政治人物。海南省政協黨組成員。[86]
- 中利夫，87歲，日本職業棒球選手、教練、評論員，選手生涯在中日龍隊隊效力18年，之後曾在中日龍、廣島鯉魚隊任教練。誤嚥性肺炎[87]。
- 金南祚（英语：Kim Namjo），96歲，大韓民國詩人[88]。
- 肯·拉里，52歲，美國演員。真人快打斯莫克，戈洛，辛诺克配音員。

### 9日
- 孟海，65歲，香港演員、導演及動作指導，1985年憑電影《皇家師姐》榮獲第5屆香港電影金像獎最佳男配角。食道癌。[89]
- 安德烈亞·布蘭齊（義大利語：Andrea Branzi），84歲，義大利建築師和設計師。[90]
- 查克·費尼（英語：Chuck Feeney），92歲，美國旅遊零售商和慈善家， DFS集團和大西洋慈善基金會創始人。[91]
- 佩塔爾·波羅比奇，66歲，黑山水球運動員、教練。因突发心脏病离世。[92]
- 周湛燊（英语：Chau Cham-son），91歲，香港建築規劃官員，建築拓展署署長（1984年—1986年）、屋宇地政署署長（1986年—1989年）、香港童軍總會香港總監（1985年—1996年），周永泰家族成員及周埈年爵士二子。[93]
- 洪箱，68歲，台灣農民運動領袖。[94]

### 8日
- 多萝西·霍夫纳（英語：Dorothy Hoffner），104歲，世界最高齡高空跳傘者。[95]
- 潘鏡芙，93歲，中國船舶工程專家，中國工程院院士，中國船舶重工集團公司第七〇一研究所研究員。[96]
- 绍约姆·拉斯洛，81歲，匈牙利政治人物，前总统（2005年8月5日至2010年8月5日）[97]。
- 阿涅塔·安德松（瑞典語：Agneta Andersson），62歲，瑞典女子皮划艇運動員。[98]
- 林竹岸，87歲，台灣國寶級傳統戲劇後場音樂大師。[99]
- 韩颋，47歲，中国水底探险家、潜水员。潜水探险遇难。[100]
- 熱拉爾·弗努伊（法語：Gérard Fenouil），78歲，法國男子田徑運動員。[101]
- 谷村新司（日語：谷村 新司），74歲，日本流行音樂家、歌手。[102]
- 何家慧，67歲，香港女演員及歌手。[103]
- 伯特·揚（英语：Burt Young），83歲，美國男演員，在經典拳擊系列電影《洛奇》中，飾演主角洛奇好友兼大舅，任職屠房員工的保利。在洛杉磯病逝。[104]

### 7日
- 馬魯夫·巴希特（阿拉伯語：معروف البخيت），76歲，約旦政治人物，前首相（2005-2007年、2011年）。[105]
- 泰倫斯·戴維斯（英語：Terence Davies），77歲，英國編導。[106]
- 约纳坦·斯坦伯格（希伯來語：יהונתן שטיינברג），43歲，以色列國防軍的軍官，軍階上校，為第933納哈爾旅的指揮官，在以色列—哈馬斯戰爭中戰死[107]。
- 莎妮·盧克（希伯來語：שני לוק），22歲，德國裔以色列紋身師和網絡紅人，在雷姆音樂節大屠殺中被哈馬斯武裝份子殺害[108]。
- 維維安·西爾弗（希伯來語：ויויאן סילבר），74歲，加拿大裔以色列和平活動家和女權活動家，在貝埃里大屠殺中被哈馬斯武裝份子殺害[109]。
- 阿納爾·夏皮拉，（希伯來語：ענר שפירא），22歲，以色列軍人，在雷姆音樂節大屠殺中將哈瑪斯武裝分子投向藏身掩體的7枚手榴彈扔回給武裝分子，最終被炸死[110]。

### 6日
- 魏定仁，93歲，中國法學學者，北京大學法學院教授[111]。
- 蘇飛，100歲，中國政治人物，天津市國家安全局離休幹部[112]。
- 莫里斯·布爾格（英语：Maurice Bourgue），83歲，法國雙簧管演奏家、作曲家、指揮家[113]。

### 5日
- 迪克·布特庫斯（英语：Dick Butkus），83歲，美國美式足球選手，電視、電影演員[114]。

### 4日
- 泰萊斯福爾·布拉祺多·托波，83歲，印度籍天主教司鐸級樞機及蘭契總教區總主教。[115]
- 特蕾西·弗里曼（英語：Tracey Freeman），75歲，澳大利亚女子田径运动员。[116]

### 3日
- 洪小凌（本名洪永好），75歲，新加坡歌手、歌台艺人、新加坡艺人工会永久名誉会长，肺部感染病逝。[117]
- 鄭光美，91歲，中國動物學和鳥類生態學家。[118]

### 2日
- 周仲瑛，96歲，中國中醫學家，南京中醫藥大學教授、主任醫師，首屆國醫大師，第七屆全國人大代表。[119]
- 李宏昌，98歲，中國政治人物，曾任中华全国工商业联合会第七届副主席、第八届名誉副主席[120]

### 1日
- 提姆·韋克菲爾德（英語：Tim Wakefield），57歲，美國職業棒球運動員、評論員，位置為投手，效力過美國職業棒球大聯盟匹茲堡海盜、波士頓紅襪等隊，腦癌病逝。[121]
- 帕特里夏·亞內奇科娃，25歲，斯洛伐克裔德國歌劇女高音歌唱家。乳腺癌病逝。[122]
- 謝子龍，71歲，台灣女子職業網球選手謝淑薇與謝語倢的父親，病逝[123]。
- 道格·拉森（英語：Doug Larsen），47歲，美國政治人物及商人，共和黨籍北達科他州州參議院議員。駕駛小型單引擎飛機墜機身亡。[124]